# LXVI edició dels Premis Ariel
La cerimònia de la LXVI edició dels Premis Ariel, que homenatja les millors pel·lícules mexicanes estrenades durant el 2023, organitzada per l'Academia Mexicana de Artes y Ciencias Cinematográficas (AMACC), ve tenir lloc el 7 de setembre del 2024 al Teatro Degollado a Guadalajara, Jalisco. Les 186 nominacions, repartides en 24 categories, van ser anunciades el 19 de juny de 2024, per les actrius Arcelia Ramírez i Fiona Palomo, i es va comunicar que la cerimònia serà retransmesa en directe a través de la plataforma de streaming Max.De les pel·lícules nominades, 17 d'elles van comptar amb suports públics en la seva producció i distribució com EFICINE, FOCINE, ECAMC, FONCA o IMCINE.
La segona pel·lícula de Lila Avilés, Tótem, encapçala la llista de nominacions amb 15, incloent-hi Millor Pel·lícula, Direcció i Guió Original, seguida d'Heroico de David Zonana i Temporada de huracanes d’Elisa Miller amb 11 nominacions. Per a aquesta edició, es va lliurar l'Ariel d'Or a la directora d'art Brigitte Broch, a l'actriu i cantant Angélica María, i a la cineasta Busi Cortés pel seu treball d'excel·lència dins de la indústria cinematogràfica durant les seves carreres.

## Guanyadors i nominats
La següent llista inclou als nominats i els guanyadors que seran ressaltats amb negretes i un símbol ‡.

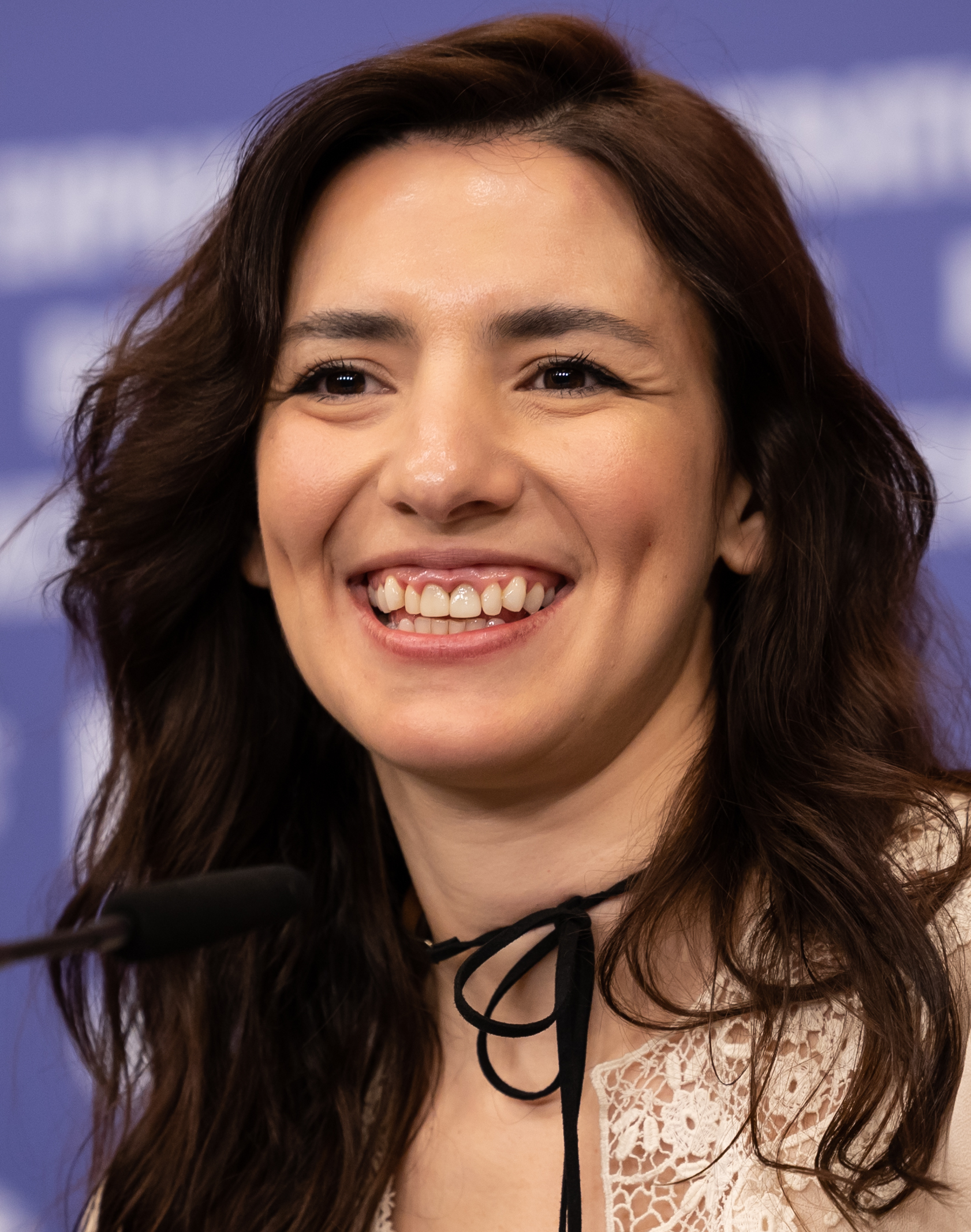
Lila Avilés, premi a la direcció i al guió original

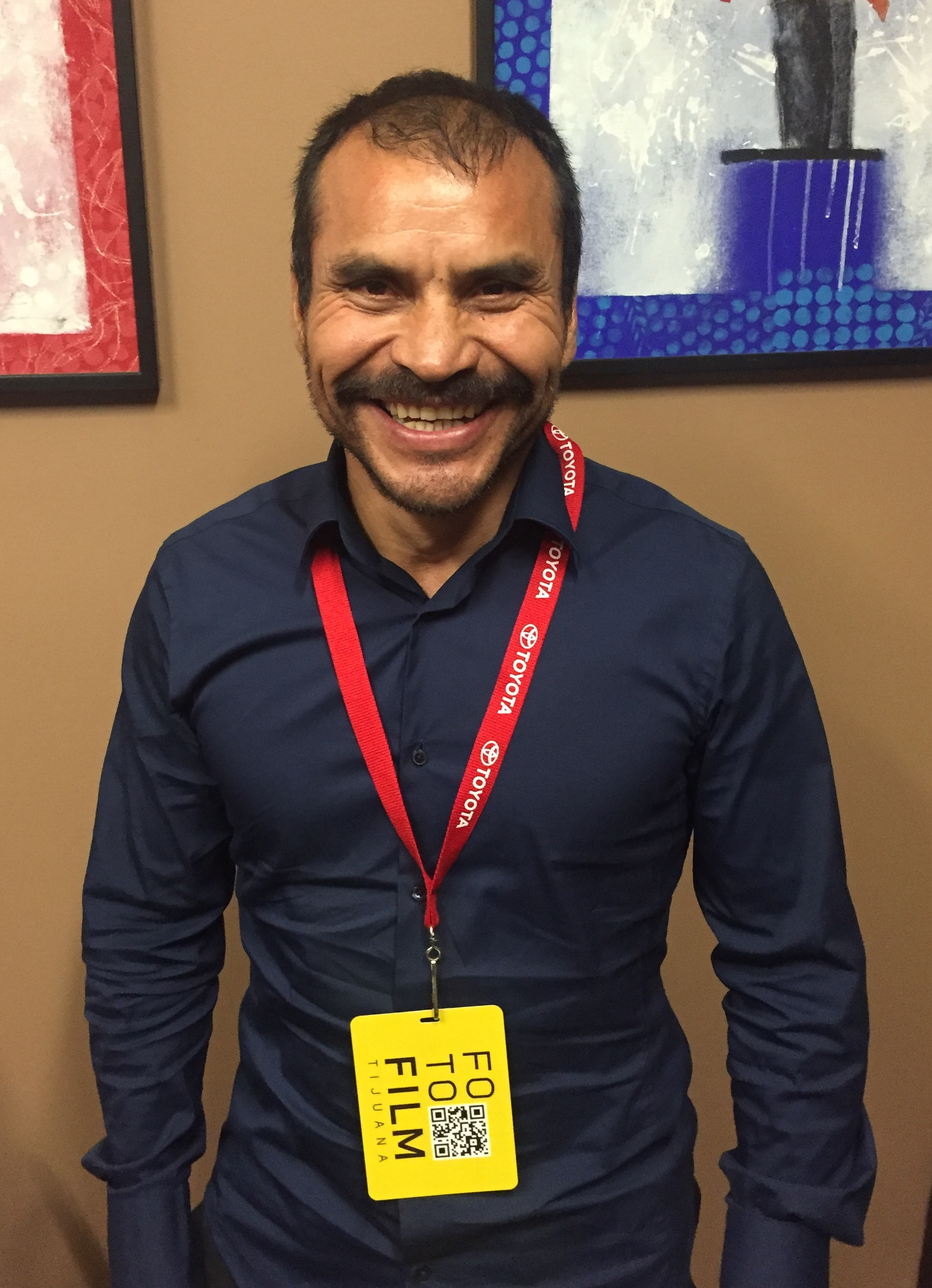
Noé Hernández, premi al millor actor

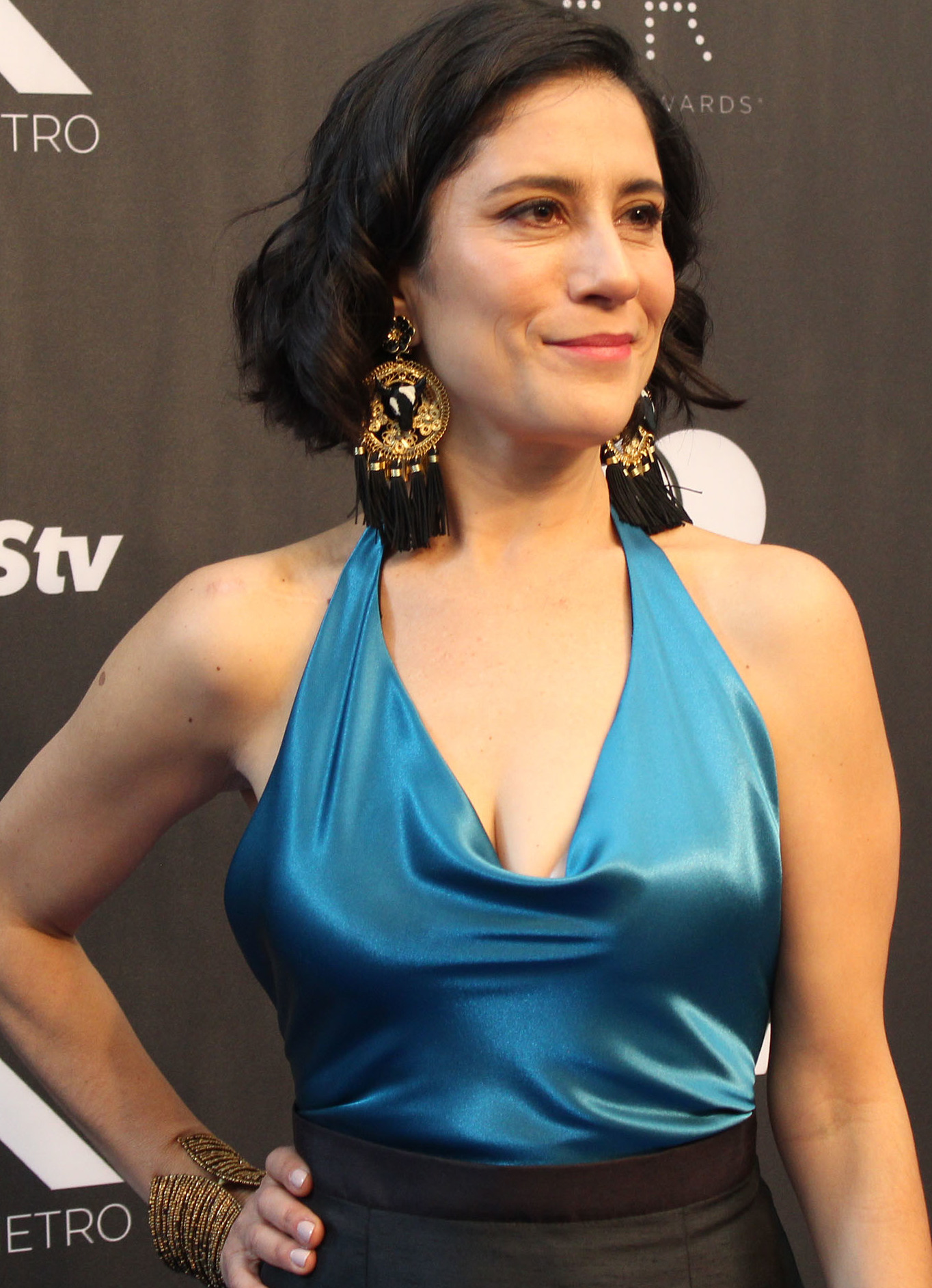
Montserrat Marañón, premi a la millor actriu secundària

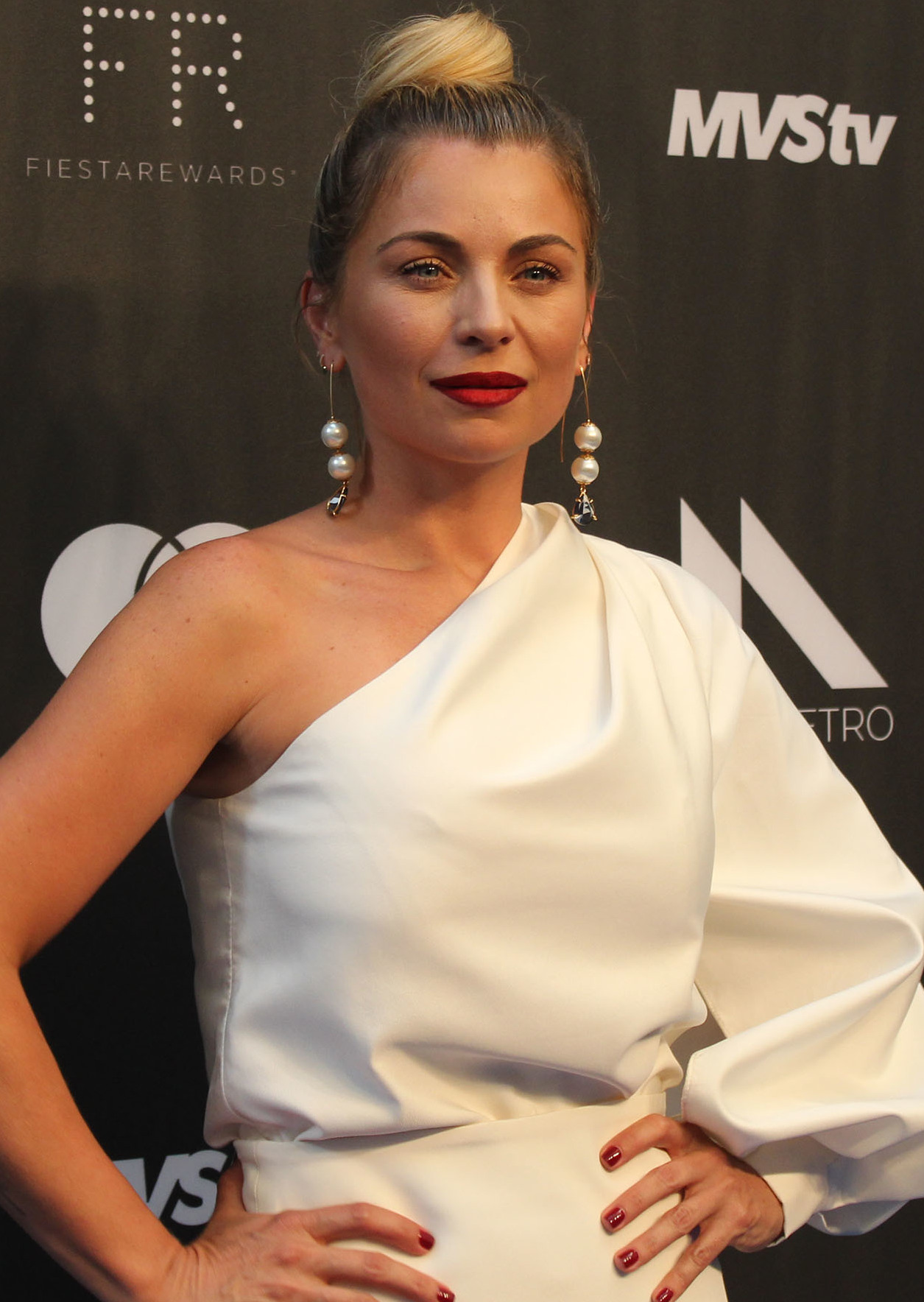
Ludwika Paleta, premi a la millor actriu secundària

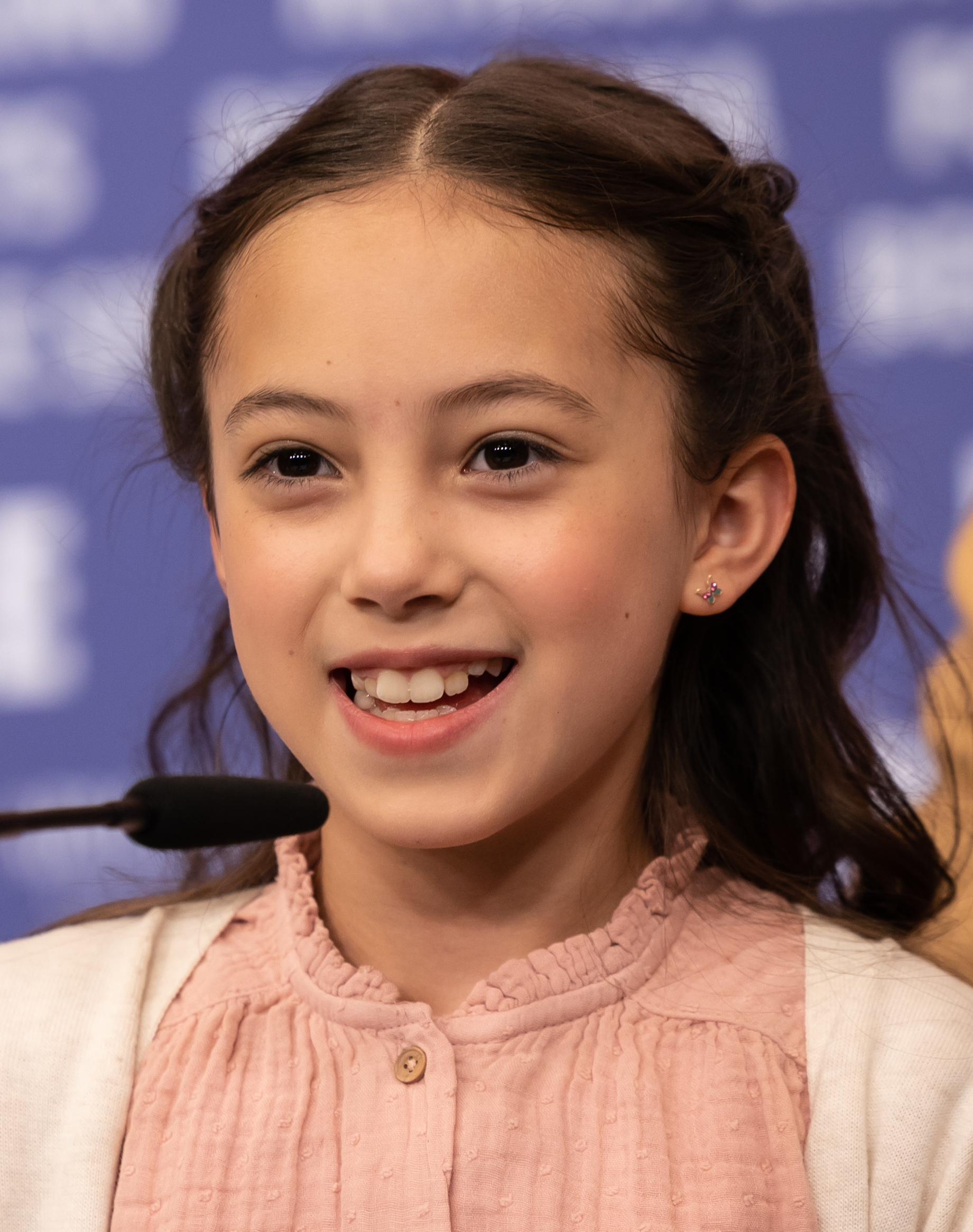
Naíma Sentíes, premi a la millor actriu revelació

| Millor pel·lícula - Tótem – Limerencia Films, Laterna, Paloma Productions, Alpha Violet Producción. Dir. Lila Avilés‡ - El eco – Radiola Films. Dir. Tatiana Huezo - Heroico – New Fiction Films. Dir. David Zonana - Temporada de huracanes – Redrum 15. Dir. Elisa Miller - Todo el silencio – Animal de Luz Films y This Is Why Cinema. Dir. Diego del Río | Millor direcció - Lila Avilés – Tótem‡ - Rodrigo García – Familia - Tatiana Huezo – El eco - Elisa Miller – Temporada de huracanes - David Zonana – Heroico |
| Millor actor - Noé Hernández – Kokoloko‡ - Daniel Giménez Cacho – Familia - Harold Torres – Desaparecer por completo - Pablo de Tavira Egurrola – Recursos humanos - Juan Daniel García Treviño – Perdidos en la noche | Millor actriu - Adriana Llabrés – Todo el silencio‡ - Adriana Barraza – El último vagón - Cassandra Ciangherotti – Familia - Ilse Salas – Familia - Mónica Huarte – Señora Influencer |
| Millor coactuació masculina - Fernando Cuautle – Heroico‡ - Humberto Busco – Martínez - Juan Manuel Bernal – Confesiones - Julio César Cedillo – A cielo abierto - Mateo García Elizondo – Tótem | Millor coactuació femenina - Ludwika Paleta – Todo el silencio‡ - Montserrat Marañón – Tótem‡ - Myriam Bravo – Valentina o la serenidad - Teresa Sánchez – Tótem - Marisol Gasé – Tótem |
| Millor revelació actoral - Naíma Sentíes – Tótem‡ - Danae Ahuja Aparicio – Valentina o la serenidad - Ikal Paredes – El último vagón - Rocío de la Mañana – Adolfo - Santiago Sandaval Carvajal – Heroico - Saori Gurza – Tótem | Millor pel·lícula d’animació - ⭐ No concedit |
| Millor argument original - Lila Avilés – Tótem‡ - Ángeles Cruz – Valentina o la serenidad - David Zonana – Heroico - Guillermo Arriaga – A cielo abierto - Lucía Carreras – Todo el silencio | Millor guió adaptat - Elisa Miller i Daniela Gómez – Temporada de huracanes‡ - Fernando Frías de la Parra i María Camila Arias – No voy a pedirle a nadie que me crea - Hugo Hiriart i Guita Schyfter – El águila y el gusano - Javier Peñalosa – El último vagón - Jesús Magaña Vázquez, Fernando del Razo i Antonio Ortuño – Recursos humanos |
| Millor fotografia - Ernesto Pardo – El eco‡ - Carolina Costa – Heroico - Damián García – No voy a pedirle a nadie que me crea - Diego Tenorio – Tótem - Glauco Bermúdez – Desaparecer por completo - María José Secco – Temporada de huracanes | Millor edició - Paulina del Paso y Miguel Schverdfinger – Temporada de huracanes‡ - Lucrecia Gutiérrez y Tatiana Huezo – El eco - Omar Guzmán – Tótem - Óscar Figueroa Jara – Heroico - Yibrán Asuad – Familia |
| Millor disseny artístic - Ivonne Fuentes – Heroico‡ - Alisarine Ducolomb – Desaparecer por completo - Antonio Muñohierro – El último vagón - Carlos Y. Jacques – Temporada de huracanes - Nohemí González – Tótem | Millor banda sonora - Leonardo Heiblum i Jacobo Lieberman – El eco‡ - Alejandro Otaola – Desaparecer por completo - Andrés Sánchez Maher, Keit Javier Reyes Osorio “Konk Reyes” i Adan Samuel Romero Ramiréz "Haxah" – Una jauría llamada Ernesto - Héctor Ruiz – Temporada de huracanes - Ludovico Einaudi – A cielo abierto - Zulu González y Estéban Aldrete – ¿Encontró lo que buscaba?                                                                                            |
| Millor so - Miguel Hernández, Mario Martínez Cobos i Liliana Villaseñor – Todo el silencio‡ - Carlos E. García, Raúl Locatelli i Michel Schöpping – Perdidos en la noche - José Miguel Enríquez, António Pórem Pires i Federico González Jordán – Desaparecer por completo - Lena Esquenazi, Martin de Torcy, Jaime Baksht i Michelle Couttolenc – El eco - Raúl Locatelli i Erik Clauss – Heroico - Rune Palving, Daniel Rojo Solís i Guido Berenblum – Tótem - Sergio Díaz, Pablo Tamez Sierra i Carlos Cortés Navarrete – Temporada de huracanes | Millor vestuari - Gabriela Fernández – Heroico‡ - Jimena Fernández i Nora Solís – Tótem - Laura García de la Mora – El último vagón - Mariestela Fernández – Familia - Úrsula Schneider – Temporada de huracanes |
| Millor maquillatge - Alejandra Velarde – Temporada de huracanes‡ - Adam Zoller Duplan – Desaparecer por completo - Gerardo Muñoz – Masacre en Teques - Tania Aguilera – Heroico - Vanessa Coty – Tótem | Millors efectes visuals - Gustavo Bellón, Thomas Boda, René Allegretti Zambrano, Jesús Corrales Clark, Jorge Palma i Javier Velázquez Dorantes – Desaparecer por completo‡ - Mario Raúl Villegas Rojano, Pablo Ángeles Zuman – Masacre en Teques - Nicolás González, Ignacio Pol, Pablo Accamee, Enrique Cantú Garza V i Fernando Campos – Recursos humanos - Peter Hjorth, Roberto Galindo Rivera i Mikael Windelin – Perdidos en la noche - Víctor Valencia – Temporada de huracanes |
| Millors efectes especials - Goyo Vega, Adam Zoller Duplán i Rocío Espinosa Valdés – Desaparecer por completo‡ - Gerardo Muñoz – Masacre en Teques - José Martínez – Todos los incendios - José Martínez – El útlimo vagón - Lanfranco Buratini, Esteban Parodi, Nico Crespo y Jano Ubierna – Recursos humanos | Millor opera prima - Todo el silencio – Diego del Río‡ - A cielo abierto – Mariana Arriaga y Santiago Arriaga - La hija de todas las rabias – Laura Baumeister - Adolfo – Sofía Auza - Martínez – Lorena Padilla |
| Millor pel·lícula iberoamericana - La societat de la neu – Juan Antonio Bayona ‡ - Al otro lado de la niebla – Sebastián Cordero - La hembrita – Laura Amelia Guzmán - Los colonos – Felipe Gálvez Haberle - Puan – María Alché i Benjamin Naishtat | Millor llargmetratge documental - El eco – Tatiana Huezo‡ - M20 Matamoros Ejido 20 – Leonor Maldonado García - Una jauría llamada Ernesto – Everardo González - La dama del silencio: El caso Mataviejitas – María José Cuevas - La oscuridad de La Luz del Mundo – Carlos Pérez Osorio |
| Millor curtmetratge de ficció - Apnea – Natalia Bermúdez‡ - Ángel – Hoze Meléndez - Chica de fábrica – Selma Cervantes - El color de la habitación – Iván Löwenberg - Patrona – Fanie Soto | Millor curtmetratge d'animació - Humo – Rita Basulto‡ - Nube – Diego Alonso Sánchez de la Barquera Estrada i Christian Arredondo Narváez - Camille – Denise Raquel Roldán Alcalá - Emme y sus días mutantes – Diego Acevedo - La canción del lago – Carlos Alberto Sallas Becerra i Beatriz Ariana Navarrete Ledesma - La vieja y el cuerpo – María Lucía Bayardo Dodge |
| Millor curtmetratge documental - Norte – Natalia Bermúdez‡ - Charrascas – Carlos Hernández Vázquez - Huachinango rojo – Cinthya Lizbeth Toledo Cabrera - KeMonito: La última caída – Teresa de Miguel Escribano - Yaxche’oob – Pablo Cruz Villalba | Ariel d'or - Brigitte Broch (Dissenyadora de producció) - Busi Cortés (Cineasta i Guionista) - Angélica María (Actriu i cantant) |

### Pel·lícules amb múltiples nominacions
Les pel·lícules següents van rebre múltiples nominacions:
| Nominacions | Pel·lícules                          |
| ----------- | ------------------------------------ |
| 15          | Tótem                                |
| 11          | Heroico                              |
| 11          | Temporada de huracanes               |
| 8           | Desaparecer por completo             |
| 7           | El eco                               |
| 6           | Todo el silencio                     |
| 6           | Familia                              |
| 6           | El último vagón                      |
| 4           | A cielo abierto                      |
| 4           | Recursos humanos                     |
| 3           | Perdidos en la noche                 |
| 3           | Martínez                             |
| 3           | Masacre en Teques                    |
| 3           | Valentina o la serenidad             |
| 2           | Adolfo                               |
| 2           | Una jauría llamada Ernesto           |
| 2           | No voy a pedirle a nadie que me crea |

### Pel·lícules amb múltiples premis
Les pel·lícules següents van rebre diversos premis:
| Número de premis | Pel·lícules              |
| ---------------- | ------------------------ |
| 5                | Tótem                    |
| 4                | Todo el silencio         |
| 3                | El eco                   |
| 3                | Heroico                  |
| 3                | Temporada de huracanes   |
| 2                | Desaparecer por completo |